# Бабин, Михаил Павлович
Михаил Павлович Бабин (14 ноября 1909, село Усть-Боровая, Пермская губерния — 3 мая 1978, Ижевск) — советский педагог, организатор высшей школы, доцент (1967), заслуженный учитель школы РСФСР.

## Биография
В 1932 году окончил Пермский индустриально-педагогический институт. В 1936—1939 годах работал старшим преподавателем кафедры физики Удмуртского государственного педагогического института, в 1939—1942 годах — декан физико-математического факультета, в 1942—1945 годах — старший инженер научно-исследовательской лаборатории завода «Ижмаш». Во время Великой Отечественной войны принимал участие в комплексе исследований специальных сортов стали, в частности, в определении магнитных параметров ряда сортов, термически обработанных на всю гамму твердости .
В 1942—1948 годах — старший преподаватель физико-математического факультета, а в 1948—1972 годах — директор, а после изменения названия должности — ректор Удмуртского государственного педагогического института. Сыграл главную роль в том, что в 1959 году в пединституте был открыт художественно-графический факультет . Был редактором «Научных записок», издававшихся в пединституте.
После преобразования института в Удмуртский государственный университет работал в 1972—1978 годах доцентом кафедры общей физики.
Как учёный, Бабин изучал физические свойства стали и методы контроля качества термической обработки .
Отличник народного образования. Депутат Верховного Совета Удмуртской АССР 4—6 созыва (1956—1963). Награды: орден Ленина (1971), орден Трудового Красного Знамени (1958), орден Знак Почета (1966) и медалями («За трудовую доблесть» и др.).